# Stefan Marek Grochalski
Stefan Marek Grochalski (ur. 1953 w Brzegu) – polski prawnik specjalizujący się w prawie międzynarodowym, prawie wspólnotowym i stosunkach międzynarodowych, profesor nadzwyczajny Wydziału Prawa i Administracji Uniwersytetu Opolskiego.

## Życiorys
Urodził się w 1953 roku w Brzegu, gdzie ukończył kolejno szkołę podstawową, a następnie miejscowe liceum ogólnokształcące. Jest absolwentem Wydziału Prawa i Administracji Uniwersytetu Śląskiego. Ukończył tam również studia na kierunku politologia. Stopień doktora nauk prawnych uzyskał w 1978 na Wydziale Prawa i Administracji Uniwersytetu Śląskiego w Katowicach. Od 1980 związany z Wyższą Szkołą Pedagogiczną w Opolu, gdzie pracował jako asystent, a następnie jako adiunkt. W latach 1981–1984 podjął studia doktoranckie na Wydziale Prawa Uniwersytetu Moskiewskiego w Katedrze Prawa Międzynarodowego Publicznego. W 1999 uzyskał tam stopień doktora habilitowanego nauk prawnych w zakresie prawa międzynarodowego (stopień zatwierdzony przez MNiSW). Od 2001 jest profesorem nadzwyczajnym na Uniwersytecie Opolskim.
Wyróżniony 12 nagrodami rektorskimi, odznaczony Srebrnym Krzyżem Zasługi (2005).
Pełnione funkcje na Uniwersytecie Opolskim
- 1986–1990 – rzecznik dyscyplinarny ds. studentów
- 2000–2003 – przewodniczący komisji dyscyplinarnej ds. pracowników naukowo-dydaktycznych
- 2002–2008 – przewodniczący komisji statutowej
- 2000–2005 – przewodniczący uczelnianej komisji wyborczej
- 2002–2005 – prodziekan Wydziału Historyczno-Pedagogicznego ds. studentów
- 2005–2008 – dziekan Wydziału Historyczno-Pedagogicznego
- 2008–2012 – prorektor ds. kształcenia i studentów i przedstawiciel UO w Uniwersyteckiej Komisji Akredytacyjnej

## Wybrane publikacje
- Uniwersytet Opolski. Instytut Nauk Społecznych, wyd. UO, Opole 2000.
- Problemy globalne współczesnego świata, wyd. UO, Opole 2003.
- Balanced growth and the process of accession to the European Union, wyd. WSEiA, Bytom 2002.
- Współczesne problemy globalne, wyd. UO, Opole 2005. Współautor: Grzegorz Balawajder.
- Obywatel w Unii Europejskiej, Oficyna wydawnicza Politechniki Opolskiej, Opole 2006.
- Granice w Unii Europejskiej, Opole 2010. Współautor: Grzegorz Balawajder.